# Elia Sammartin
Elia Sammartin (Arzignano, 3 marzo 1991) è un pilota motociclistico italiano.

## Carriera
Ha debuttato nel Mondiale Supermoto nel 2007 a soli 16 anni nella classe S2 (classificandosi 19º) e lo stesso anno è stato l'ultimo campione italiano supermoto classe 250 4t, poi soppressa l'anno successivo.
Dal 2008 corre nel Campionato del Mondo e Italiano Supermoto classe S1 in Aprilia New Team Supermoto, venendo premiato lo stesso anno come miglior giovane dell'anno.
Nel 2010 passa al Team Honda TDS, al fianco dell'ex campione europeo Luca D'Addato, mentre nel 2011 passa alla Suzuki del Team Pergetti.
La consacrazione dell’atleta Veneto arriva nel [2019] in cui si laurea Campione Italiano S1.
Lo stesso anno sempre nel 2019 conquista anche la Spagna vincendo il campionato Spagnolo élite e Pro diventando così il primo italiano a vincere un titolo in terra spagnola per la Supermoto.
Nel 2020 Elia si schiera negli Internazionali d'Italia con la tabella numero uno con l'obiettivo di riconfermarsi campione e non delude le aspettative, laureandosi Campione italiano per la seconda volta consecutiva.
Il 2020 termina con un altro ottima prestazione nel Campionato del Mondo terminandolo nella top Five al quinto posto.
Nel 2021 in sella alla italianissima TM conquista per la terza volta consecutiva il titolo italiano S1 vincendo sette gare su sette disputate, conclude al quinto posto nel campionato del mondo S1GP e alza la bandiera italiana nel secondo gradino del podio al Supermoto Delle Nazioni.

## Palmarès
- 1999: Campione Triveneto Minicross Debuttanti
- 1999: 2º posto Campionato Italiano Minicross Debuttanti
- 2004: Vincitore Trofeo Axo Sport UISP
- 2004: Campione Triveneto UISP Motocross 85 cm³
- 2004: 3º posto Trofeo Malossi Supermoto Junior (su Beta)
- 2005: 10º posto Campionato Triveneto Supermoto classe Sport (su Beta)
- 2005: 8º posto Lucarini Supermoto National Contest classe Sport (su Beta)
- 2006: 10º posto Campionato Europeo Supermoto classe 250 (1 gara su 8) (su KTM)
- 2006: 7º posto KTM Supermoto Junior Euro Cup (su KTM)
- 2006: 9º posto Campionato Italiano Supermoto Junior (su KTM)
- 2006: 10º posto Campionato Europeo Supermoto classe 250 (su KTM)
- 2007: 19º posto Campionato Europeo Supermoto S3 (1 gara su 8) (su KTM)
- 2007: 20º posto Campionato del Mondo Supermoto S2 (su KTM)
- 2007: Campione Italiano Supermoto Junior (su KTM)
- 2007: 7º posto generale Supermoto delle Nazioni (Team Italia Junior) (su KTM)
- 2008: 15º posto Campionato del Mondo Supermoto S1 (su Aprilia) - miglior giovane
- 2008: 6º posto Campionato Italiano Supermoto S1 (su Aprilia)
- 2009: 23º posto Campionato del Mondo Supermoto S1 (1 GP su 7) (su Aprilia)
- 2009: 11º posto Campionato Italiano Supermoto S1 (su Aprilia)
- 2009: 2º posto Coppa Italia UISP Supermoto classe SuperOpen (su Aprilia)
- 2009: 15º posto Extreme Supermotard di Bologna (su Honda)
- 2009: 10º posto King Of Motard di Cogliate (su Aprilia)
- 2010: 2º posto Campionato Triveneto Supermoto Top Class (4 gare su 6) (su Honda)
- 2010: 4º posto Campionato Italiano Supermoto S1 (su Honda)
- 2010: 10º posto Campionato del Mondo Supermoto S1 (su Honda)
- 2010: 15º posto Superbikers di Mettet (su Honda)
- 2011: 6º posto Campionato Italiano Supermoto S1 (su Suzuki)
- 2018: Campione Europeo S1 Lites  (su Tm)
- 2019: Campione Italiano Supermoto S1 (su Honda)
- 2019: Campione Spagnolo Supermoto Pro/Élite (su Honda)
- 2019: 3º posto Campionato Europeo S1 (su Honda)
- 2020: Campione Italiano Supermoto S1 (su Honda)
- 2020: 5º posto Campionato del Mondo Supermoto S1 (su Honda)
- 2021: Campione Italiano Supermoto S1 (su TM)
- 2021: 5º posto Campionato del Mondo Supermoto S1GP (su TM)
- 2021: Medaglia d'argento Supermoto of Nations (Team Italia)

- 2022: Campione Italiano Supermoto S1 (su TM)
- 2022: 4º posto Campionato del Mondo Supermoto S1GP (su TM)
- 2022: Medaglia di bronzo Supermoto of Nations (Team Italia)

- 2023: Campione Italiano Supermoto S1 (su TM)
- 2022: Campione degli Internazionali d’Italia S1 (su TM)
- 2023: 4º posto Campionato del Mondo Supermoto S1GP (su TM)
- 2023: Medaglia d’argento Supermoto of Nations (Team Italia)
- 2024: Campione Italiano Supermoto S1 (su Honda)
- 2024: Campione degli Internazionali d’Italia S1 (su Honda)
- 2024: 3º posto Campionato del Mondo Supermoto S1GP (su Honda)